# Evandro Carlos Jardim
Evandro Carlos Jardim nome de batismo Evandro Carlos Frascá Poyares Jardim (São Paulo, 15 de abril de 1935) é gravador, desenhista, pintor e professor brasileiro. 
Formado em Artes pela Escola de Belas Artes de São Paulo, lecionou na Escola de Comunicações e Artes (ECA) da Universidade de São Paulo (USP), orientando gerações de artistas. 
Participou de exposições como a Bienal de São Paulo e teve obras adquiridas por instituições como o Museu de Arte Moderna de Nova Iorque (MoMA), o Museu de Arte de São Paulo (MASP) e a Pinacoteca do Estado de São Paulo. Recebeu prêmios como o da Associação Paulista de Críticos de Arte (APCA) (1974) e o Prêmio Governador do Estado (1975). 
Sua obra é reconhecida pelo domínio técnico e pela abordagem sistemática do desenho e da gravura em metal. Dentre os temas trabalhados pelo artista destacam-se as paisagens urbanas, a natureza e referências à literatura.

## Trajetória
Evandro Carlos Frascá Poyares Jardim nasceu em 15 de abril de 1935 em São Paulo, é gravador, desenhista, pintor e professor brasileiro. Sua obra, marcada por rigor técnico e poética introspectiva, dialoga com a tradição europeia e a paisagem urbana de São Paulo.
Jardim demonstrou interesse pelas artes desde criança. Suas primeiras referências visuais vieram das paisagens urbanas observadas durante seus trajetos de bonde e ônibus pela cidade de São Paulo. Entre 1947 e 1952, cursou o ensino secundário no Instituto de Educação Caetano de Campos, onde consolidou sua vocação artística. A partir de 1949, passou a frequentar cursos e palestras no MASP, onde teve contato com Flávio Motta e Pietro Maria Bardi,  e desenvolveu o hábito de perambular pela cidade, visitando museus e galerias. No mesmo ano, montou em sua casa seu primeiro ateliê de gravura.
Em 1951, ao visitar a I Bienal Internacional de São Paulo, entrou em contato com as obras de proeminentes mestres internacionais como Pablo Picasso, Fernand Léger, Brancusi, além do muralismo mexicano e alguns de seus representantes, como Diego Rivera, Alfaro Siqueiros e Rufino Tamayo.
Em 1953, com o apoio da família, Evandro Carlos Jardim ingressou na Escola de Belas Artes de São Paulo para cursar Artes. Ali estudou pintura com Teodoro Braga, que também lhe ensinou a disciplina e a persistência; com Vicente Larocca estudou escultura e modelagem.
Ainda em 1953, frequentou a II Bienal Internacional de São Paulo, que deu ênfase à gravura. Naquele momento, entrou em contato com obras de Edward Munch, Oskar Kokoschka e com as águas-fortes de Giorgio Morandi.
Em 1955, participou de sua primeira exposição, o XX Salão Oficial do Centro Acadêmico da Escola de Belas Artes. No ano seguinte, conheceu o gravador catalão Francesc Domingo Segura, com quem estudou até 1957 e estabeleceu uma profunda amizade. Paralelamente, frequentou o ateliê de Livio Abramo na Praça Roosevelt, em que gravadores como Renina Katz e Maria Bonomi já se destacavam.
Em 1958, Evandro Carlos Jardim formou-se como professor de pintura pela Escola de Belas Artes de São Paulo.  Entre 1959 e 1963, lecionou em várias instituições públicas, incluindo o Ginásio Estadual de São João Clímaco (1959-1960), o Ginásio Estadual do Sumaré (1959-1961) e o Ginásio Estadual de Poá (1961-1963).
Nesse período, também participou de exposições coletivas, como a I Exposição do Grupo de Artistas Independentes (1959) e mostras na Associação Cristã de Moços (1960) e na Galeria Croquis (1962). Em 1963, após ser apresentado a Pietro Maria Bardi pelo pintor Augusto Barbosa, participou da exposição Jovens Pintores Brasileiros no MASP.
Em 1964, Jardim ingressou no Ginásio Estadual Vocacional Osvaldo Aranha em São Paulo no qual atuou até 1969 como professor de artes e coordenador da Galeria de Arte da escola. Nesse período, ele foi promovido a supervisor das escolas ligadas ao Serviço do Ensino Vocacional (SEV) do Estado de São Paulo e ministrou cursos em gravura e história da arte para outros professores da rede vocacional.
No mesmo ano, participou da I Exposição da Jovem Gravura Nacional, no Museu de Arte Contemporânea da Universidade de São Paulo (MAC-USP) , que percorreu várias cidades brasileiras.
Em 1966, realizou sua primeira exposição individual na Galeria Ponto de Encontro, em São Paulo. No ano seguinte, participou da IX Bienal de São Paulo (1967), e uma de suas gravuras foi adquirida pelo MoMa.
Na década de 1970, iniciou sua carreira de professor universitário. Em 1970 lecionou gravura e desenho na Escola de Belas Artes de São Paulo. Como trabalho final, os alunos produziram um álbum de xilogravuras com interpretações de Macunaíma, de Mário de Andrade, que fez parte de exposição organizada por Jardim na Pinacoteca do Estado de São Paulo, em comemoração aos cinquenta anos do modernismo, em 1971. Este álbum foi doado à biblioteca do MASP.
Em 1971, começou a dar aulas de gravura na Fundação Armando Álvares Penteado (FAAP)  e, em 1972,  ingressou  como professor de desenho e gravura no Departamento de Artes Plásticas da ECA-USP.
Em 1973, realizou a exposição individual À Noite, no Quarto de Cima, o Cruzeiro do Sul, Lat. Sul 23º 32’ 36”, Long. W. Gr. 46º 37’ 59” – Gravuras e Objetos de Evandro Carlos Jardim no MASP. Em 1976, foi selecionado por Olívio Tavares de Araújo para fazer parte da Mostra Bienal de Artes Gráficas de Florença e da XXXVII Bienal de Veneza, momento que fez sua primeira viagem ao exterior.
Em 1980, concluiu o mestrado em Artes na ECA-USP com a dissertação Processos da Gravura em Metal (1980) com orientação de Aracy Amaral. Em 1989, terminou o doutorado em Artes com a tese Reflexões Sobre a Prática da Gravura em Metal,  sob orientação de Walter Zanini e, como resultado, expôs cinquenta gravuras produzidas para a tese no MAC-USP. 
Em 1987, assumiu a direção do Ateliê de Gravura Francesc Domingo (MAC-USP) a convite de Ana Mae Barbosa, e da Oficina de Gravura em Metal do Sesc Pompeia.
Como docente na ECA-USP orientou na pós-graduação pessoas proeminentes nas Artes, como Rosana Paulino, Luiz Claudio Mubarac , Ayao Okamoto, Norma Tenenholz Grinberg  e  Paula Escobar Gabbai.

## Fazer Artístico

### Temas
Da tradição europeia da gravura, Evandro Carlos Jardim absorveu o rigor de Albrecht Dürer e a dramaticidade de Rembrandt. O surrealismo de Paul Delvaux causou-lhe um impacto revelador na juventude, enquanto a obra de Edward Munch e Giorgio Morandi impactou seu tratamento da luz e do espaço. No entanto, essas referências eram sempre reelaboradas de forma pessoal, resultando em uma linguagem visual única.
O artista construiu sua produção a partir de três eixos temáticos principais. As paisagens urbanas de São Paulo aparecem em séries como Interlagos e Jaraguá, que capturam com precisão a topografia da cidade, muitas vezes em atmosferas noturnas ou melancólicas. A natureza também tem lugar em sua obra, com pássaros, árvores e conchas surgiram como motivos recorrentes, carregados de simbolismo. Além disso, Jardim dialogou intensamente com a literatura, criando interpretações visuais de obras como Macunaíma e A Divina Comédia de Dante Alighieri.

### Técnica e Poética
Evandro Carlos Jardim é reconhecido por seu trabalho com gravura em metal, dominando técnicas como água-forte, ponta-seca e buril. Segundo o  crítico Olívio Tavares de Araújo, Jardim é
membro de uma casta em extinção: a do artista inteiramente sério, que escolheu a criação como uma espécie de sacerdócio, no qual mergulha sem olhar para as transitórias glórias do mundo, atendo-se a valores permanentes. 
Em sua prática, Evandro Carlos Jardim mantinha cadernos de anotações em que registrava, por meio do desenho, imagens do cotidiano - paisagens urbanas, vistas de janelas de ônibus, detalhes arquitetônicos, elementos naturais. Depois, o artista transpunha tais imagens para matrizes de metal com precisão quase cartográfica. A obra de Evandro Carlos Jardim combina precisão técnica com uma poética introspectiva. Conforme Macambira, suas gravuras podem ser descritas como  
feitas de passagens, paradas mais longas por lugares, pessoas, seres de todos os tipos. 
Seu estilo é reconhecível pela economia de meios - o predomínio absoluto do preto e branco, com raras e sutis incursões pela cor - e pela capacidade de transformar o ordinário em poesia. Suas gravuras conseguem capturar não apenas formas, mas a passagem do tempo e estados de espírito, criando obras que são ao mesmo tempo, precisas e evocativas.
Seu método de trabalho era solitário e disciplinado. Diferentemente de muitos gravadores, ele preferia realizar sozinho todas as etapas, da matriz à impressão, afirmando que a técnica deveria servir à expressão artística, não dominá-la.

## Prêmios
Ao longo de sua carreira, Evandro Carlos Jardim recebeu importantes prêmios como:
- 2010: Prêmio Clarival do Prado Valladares (artista pela trajetória). [40]
- 2005: 1º Prêmio Bravo! Prime de Cultura - Melhor Exposição Individual de 2005, Bravo, Bradesco e Pão de Açúcar. [41]
- 1992: Prêmio APCA, da Associação Paulista dos Críticos de Arte (São Paulo). [42]
- 1989: Prêmio Canson de Artes Plásticas, São Paulo.[43]
- 1988: Recebe prêmio da APCA (Associação Paulista dos Críticos de Arte) (São Paulo): Os Melhores de 1987. Prêmio de Gravura na Categoria Artes Visuais.[25]
- 1987: Prêmio de Gravura, categoria Artes Visuais, da APCA.[43]
- 1981: Destaques Hilton de Gravura.[3]
- 1975: Prêmio Governador do Estado - XIII Bienal Internacional de Arte de São Paulo.[3][18]
- 1974: Prêmio APCA - Gravura.[3][43][44]
- 1969 Prêmio de Aquisição - “História da Gravura Nacional” - Ouro Preto - MG.[3]
- 1968: 1° Prêmio e prêmio de aquisição - 1° Salão de Arte Contemporânea de Piracicaba - Gravura, SP.[3]
- 1966: Prêmio de Aquisição no 2° Salão da Jovem Gravura Nacional - Museu de Arte Contemporânea da Universidade de São Paulo - SP.[3][45]
- 1964: Prêmio de Aquisição - Gravura - 1° Salão de Arte Contemporânea de Campinas–SP.[3]

## Acervos que possuem suas obras
- Museu de Arte Brasileira da Fundação Armando Álvares Penteado (MAB/FAAP) [46]
- Museu de Arte Contemporânea da Universidade de São Paulo (MAC/USP) [47]
- Museu de Arte Moderna de São Paulo (MAM/SP) [48]
- Museu de Arte de São Paulo (MASP) [49]
- Museu Nacional de Belas Artes (MNBA-Brasil) [50]
- Pinacoteca do Estado de São Paulo [51]

## Ligações Externas
- Acervo da Pinacoteca do Estado de São Paulo das obras de Evandro Carlos Jardim
- Produção intelectual de Evandro Carlos Jardim cadastrada no Repositório da Produção USP